# Antístrofe
Antístrofe, também conhecido por spoonerismo, a partir do termo em inglês, é a inversão da ordem natural das palavras correlatas. Geralmente é realizada ao trocar sílabas entre duas palavras, como transformar "bola de gude" em "gula de bode".
Exemplo de emprego dessa figura:
- Millôr Fernandes reescrevendo "uma das fábulas de Esopo, A Raposa e o Bode", como "uma das fopos de Esábula, A Baposa e o Rode".[2]
- No seriado infantil Chaves, o uso da antístrofe é base para piadas recorrentes, como quando o personagem-título diz "Violar o tocão" ao invés de "tocar o violão".